# Caac
Caac (caːac) és una llengua austronèsia parlada majoritàriament a l'àrea tradicional de Hoot Ma Waap, al municipi de Poum, a la Província del Nord, Nova Caledònia. Té uns 1.200 parlants nadius.
Té la varietat cawac, parlada a la Conception de Mont Dore des de 1865.